# 天煞重炮
是一部2018年的美國科幻動作電影，由Jonathan和Josh Baker執導，Daniel Casey編劇，改編自2014年的短片《Bag Man》。本片由傑克·雷諾、梅爾斯·特魯特、柔伊·克拉維茲、凱莉·庫恩、丹尼斯·奎爾與詹姆斯·法蘭科主演，於2018年8月31日在美國上映。

## 故事
問題少年伊萊·索林斯基（Elijah“ Eli”  Solinski、梅爾斯·特魯特飾）在因故被學校暫時停學後，開始到處撿破爛賣給回收場，賺取零用錢。這一日，伊萊走進了一處廢棄大樓，意外發現裡面竟躺著十數具屍體，這些屍體身穿奇異護甲，身上掛著一種盒子狀的奇特步槍。正當伊萊拿起一把武器端詳時，其中一具"屍體"居然動了，嚇的伊萊趕緊跑出廢棄大樓。當晚回家，養父哈利（Hal Solinski、丹尼斯·奎爾 飾）告訴他，今晚是傑米（Jimmy Solinski、傑克·雷諾 飾）出獄回家的日子。傑米是哈利的大兒子，六年前犯案入獄，伊萊則是哈利在傑米入獄後才收養的孤兒，因此今晚也是兩兄弟第一次見面。傑米回家之後，一家三口一起吃了頓晚餐。當晚，伊萊居然夢見了那把奇特步槍，因此他克服了恐懼偷偷溜了回去，撿走了那把槍。回家的時候，伊萊偷聽到了哈利與傑米的爭吵，原來傑米在獄中欠了黑幫老大泰勒（Taylor Balik、詹姆斯·法蘭科 飾）六萬美金的保護費，而他知道父親的辦公室裡有六萬美金公款，因此希望哈利能幫他偷走這筆錢，哈利拒絕，並把傑米轟了出去。
隔天晚上，傑米帶著泰勒與幾個泰勒的手下闖進了哈利的辦公室，就在他們大肆搜刮時，早有防備的哈利將他們抓了現行，泰勒拿出了槍，喝令哈利離開，哈利不願聽從，泰勒惱怒之下開槍將其射殺。傑米趁亂反擊，在隨後的混戰中射殺了泰勒的兄弟，並帶著那六萬美金脫逃。傑米在辦公室外找到了哈利的車，以及車上的伊萊，傑米對伊萊謊稱哈利想要來一次家族旅行，但是手頭臨時有工作，因此讓傑米先帶伊萊上路，他會隨後跟上。伊萊半信半疑，但是還是聽話的跟著傑米回家，在收拾行李時，他暗中帶上了那把奇特的步槍。在他們離家後不久，泰勒帶著手下前來尋仇，但早已人去樓空。
旅途中，原本不熟悉的兩兄弟開始漸漸熟稔，像是真的親兄弟一樣。這一夜，傑米帶著伊萊進了一間脫衣舞俱樂部，兩人結識了一名脫衣舞孃米莉（Milly、柔伊·克拉維茲 飾），並相談甚歡。喝醉酒的傑米試圖爬上舞台與米莉一起跳舞，店主李（Lee）認為他是來鬧事的，讓手下將傑米拖走。寡不敵眾的傑米正被李的手下痛毆時，伊萊端著槍衝了進來，起初所有人都以為奇特步槍只是玩具，直到伊萊因為緊張不慎走火，一槍轟碎了一張撞球桌為止。被步槍威力被嚇住的李放任兩兄弟離開，早就不滿老闆壓榨的米莉順勢就跟著兩兄弟逃走，三人駕車離開。而在三人離開後不久，兩個身穿奇特護甲的人來到這間俱樂部，他們用某種儀器重現了伊萊使用武器的狀況，然後騎上摩托車，往三人離開的同一個方向而去。
公路上，逃出生天的三人興奮不已，他們找了一個無人的荒地測試步槍的威力，強大的令人震驚。但隨後傑米意識到，離開的太急，他把裝錢的袋子忘在俱樂部裡面了。米莉帶著兩兄弟摸到了李的地下撲克牌賭場，三人用步槍威脅李，取回了了自己的錢。三人繼續上路，進入了內華達州，投宿在一間賭場附屬的酒店中，傑米興致勃勃的進了賭場，米莉則帶著伊萊在酒店的餐廳用餐。席間兩人開始閒聊，原來米莉十多歲就從嚴重家暴的原生家庭裡逃了出來，因為自小受到虐待，因此她難相信別人，總是四處漂泊。用餐時，兩人看到了電視上正在大幅報導的哈利謀殺案，而伊萊跟傑米正被列為嫌疑人通緝，伊萊這才明白為何這段時間他總是聯絡不上父親。伊萊跑進了賭場想找傑米，但是傑米已經被警察壓制在地上，伊萊自己也被衝上來的警方逮捕，慌忙中他用眼神對混在人群中米莉示意，讓她離開這裡。
被逮捕的伊萊很快就被證明清白，他被允許探望拘留中的傑米，已經從警察口中知道了事情經過的伊萊痛罵了他一頓。另一邊，已經被仇恨衝昏頭腦的泰勒得知索林斯基兄弟已經被逮捕，他決定攻擊警局以親手復仇。由於時值深夜，警局內的人手不多，泰勒等人又手持強大火力，警方的抵抗很快就被擊潰，不過在泰勒攻擊期間，伊萊成功說服一名受傷的警察幫他拿回了奇特步槍，此時泰勒也已經找到傑米，正準備處決，伊萊端著槍出來，喝令泰勒等人退開，就在泰勒等人以為他拿的是玩具槍、放鬆警惕的時候，伊萊一槍把泰勒轟飛了出去，隨後的混戰中，兄弟倆合作解決了泰勒的所有手下。此時，由調查哈利案的FBI探員摩根·亨特（Morgan Hunter 凱莉·庫恩 飾）率領的增援警力已經包圍了警局，奇特步槍的巨大威力連建築物外的人都能明顯感受到。兄弟倆準備出去向警方投降，但是先前被擊飛的泰勒竟沒有死，他趁兄弟倆不注意繞到了背後，用槍指住了傑米。此時，兩個身穿奇特護甲的人以摩托車高速突破了警方的封鎖線，警方的火力對兩人的護甲完全不構成傷害，兩人不管不顧的往警局內走去，其中一人還朝室內扔了一只手榴彈。眼見情況失控，摩根也只能下令直接攻堅，警局內，就在泰勒對傑米開槍的一瞬間，手榴彈爆發，時間被暫停了，除了護甲人與伊萊以外的人全部都凝固在爆炸的瞬間。
兩個護甲人穿過凝固的破碎玻璃，伊萊緊張的抬起槍，為首一人示意同伴放下槍，他們掀開了面甲，是一男一女，男子對伊萊解釋，伊萊並不是地球人，而是他們的族人，因為故鄉戰亂，族人把伊萊藏在地球，他們隱藏了伊萊的記憶，直到他成人，足以回來幫忙為止。而伊萊在廢棄大樓中看到的屍體是對手派來暗殺他的殺手，兩人則是來解決這些殺手的，只是失誤讓伊萊發現了現場還撿走了一把槍，這把槍不屬於地球，因此兩人必須要將它回收。伊萊相信了他們的解釋，將槍交給了女子。女子收回了槍枝之後，用儀器在一旁開啟了一個傳送門，他擔心傑米在他們離開後會被殺死，於是女子將泰勒射出的子彈換了個方向，對準泰勒自己。臨走前，男子跟伊萊握手，兩人的手背上都閃過了紅色的符號，他告訴伊萊，時間已經差不多了，很快伊萊就能回歸故鄉。兩人離開後不久，時間停止的效果結束，泰勒被自己的子彈殺死，警方也同時衝了進來，逮捕了傑米與伊萊。
警局之外，剛接受完治療的伊萊正坐在救護車的尾端休息，摩根走了過來。告訴他傑米跟他的證詞有出入，傑米似乎打算一個人扛下全責。摩根建議他不要打亂傑米的算盤，即使傑米扛下罪責，在不是主犯而且坦白從寬的情況下，刑期不會很長。隨後她又詢問了關於神秘武器的事情，伊萊只是報以沉默。摩根沒有強迫伊萊回答，只是告訴他事情還沒有結束。摩根離開之後，伊萊看著傑米被押上警車，兄弟倆透過車窗對視一眼，會心一笑。此時，米莉搭著計程車抵達現場，對伊萊揮手致意。

## 演員
- 梅爾斯·特魯特（英语：Myles Truitt） 飾 伊萊亞·“伊萊”·索林斯基（Elijah “ Eli”  Solinski）

本作主角，外星人，因為家鄉戰亂，被族人藏在地球。沒有故鄉的任何記憶，只以為自己是孤兒，後被哈利收養。
- 傑克·雷諾 飾 傑米·索林斯基（Jimmy Solinski）

哈利的長子，伊萊的養兄。雖然魯莽但十分重視家人，事件結束後一人扛下了所有罪責，讓伊萊可以全身而退。
- 柔伊·克拉維茲 飾 米莉（Milly）

脫衣舞孃，不滿老闆壓榨，在索林斯基兄弟搶劫脫衣舞俱樂部時跟著他們離去。
- 凱莉·庫恩 飾 摩根·亨特（Morgan Hunter）

聯邦調查局探員，負責追查哈利案。事件結束後詢問伊萊奇特步槍的下落未果，臨走前告訴他事情還沒完。
- 丹尼斯·奎爾 飾 哈利·索林斯基（Hal Solinski）

傑米的生父、伊萊的養父，建築工地經理。對於長子傑米走上歧途感到無奈，因此一直希望能保護好伊萊。後在辦公室搶案中被泰勒射殺。
- 詹姆斯·法蘭科 飾 泰勒·巴里克（Taylor Balik）

黑幫頭領，在獄中庇護傑米，但藉此對他勒索了六萬美金的保護費。在辦公室搶案中射殺了哈利，但是親兄弟又被傑米槍殺，發誓要對索林斯基兄弟報仇。
- 麥可·B·喬丹 飾 男性外星人

伊萊的族人，與同伴暗中殲滅了前來暗殺伊萊的殺手，但是卻不慎讓伊萊看到了現場，並撿走了一把槍。
- 高莉莉 飾 女性外星人

伊萊的族人，與同伴暗中殲滅了前來暗殺伊萊的殺手。
- Carleigh Beverly 飾 Audrey

## 票房與評價
本片是票房炸彈，3000萬美元的預算中只獲得約990萬美元票房。爛番茄基於90篇評論給予33%的新鮮度，平均得分4.9／10；Metacritic得分35分，口碑不佳。影評人批評本片氣氛參差不齊，推進節奏極差。

## 外部連結
- 互联网电影数据库（IMDb）上《天煞重炮》的资料（英文）